# Puskás Akadémia FC
Puskás Akadémia FC is een Hongaarse voetbalclub uit Felcsút.
De club werd in 2005 opgericht en is vernoemd naar Ferenc Puskás. De club is gericht op jeugdvoetbal en er is een nauwe samenwerking met Videoton FC. In 2012 startte een seniorenteam in de Nemzeti Bajnokság II waarin het direct kampioen werd van de westelijke groep waardoor het in het seizoen 2013/14 in de Magyar Labdarúgó Liga speelt. In 2016 degradeerde de club. In 2017 keerde de club als kampioen terug op het hoogste niveau. In 2018 verloor Puskás Akadémia de finale om de Hongaarse voetbalbeker na penalty's van Újpest FC.

## Eindklasseringen vanaf 2013
| 1 |

| 14 |

| 10 |

| 11 |

| 1 |

| 6 |

| 7 |

| 3 |

| 2 |

| 3 |

| 4 |

| 3 |

| 2 |

| NB I | NB II |

## In Europa
Uitslagen vanuit gezichtspunt Puskás Akadémia FC
| Seizoen                                                    | Competitie        | Ronde | Land              | Club              | Totaalscore  | 1e W     | 2e W       | PUC |
| ---------------------------------------------------------- | ----------------- | ----- | ----------------- | ----------------- | ------------ | -------- | ---------- | --- |
| 2020/21                                                    | Europa League     | 1Q    | Vlag van Zweden   | Hammarby IF       | 0-3          | 0-3 (U)  |            | 0.5 |
| 2021/22                                                    | Conference League | 1Q    | Vlag van Finland  | FC Inter Turku    | 3-1          | 1-1 (U)  | 2-0 (T)    | 1.5 |
|                                                            |                   | 2Q    | Vlag van Letland  | FK RFS            | 0-5          | 0-3 (U)  | 0-2 (T)    | 1.5 |
| 2022/23                                                    | Conference League | 2Q    | Vlag van Portugal | Vitória SC        | 0-3          | 0-3 (U)  | 0-0 (T)    | 0.5 |
| 2024/25                                                    | Conference League | 2Q    | Vlag van Oekraïne | SK Dnipro-1       | 6-0R         | 3-0R (U) | 3-0R (T)   | 4.5 |
|                                                            |                   | 3Q    | Vlag van Armenië  | FC Ararat-Armenia | 4-3          | 1-0 (U)  | 3-3 (T)    | 4.5 |
|                                                            |                   | PO    | Vlag van Italië   | ACF Fiorentina    | 4-4 (4-5 ns) | 3-3 (U)  | 1-1 nv (T) | 4.5 |
| 2025/26                                                    | Conference League | 2Q    | Vlag van Cyprus   | Aris Limasol      | 2-5          | 2-3 (U)  | 0-2 (T)    | 0.0 |
| Totaal aantal behaalde punten voor UEFA coëfficiënten: 6.0 |                   |       |                   |                   |              |          |            |     |

Zie ook
- Deelnemers UEFA-toernooien Hongarije
- Ranglijst van alle clubs die in de diverse Europa Cups zijn uitgekomen

## Bekende (oud-)spelers
- Geoffrey Castillion
- Attila Fiola
- Lajos Hegedűs
- Jonathan Heris
- László Kleinheisler
- Yoëll van Nieff
- Attila Polonkai
- Roland Sallai
- Luciano Slagveer
- Dejan Trajkovski

## Bekende (ex-)trainers
- Robert Jarni